# Ammophila pilimarginata
Ammophila pilimarginata es una especie de avispa del género Ammophila, familia Sphecidae.

## Taxonomía
Fue descrito por primera vez en 1912 por Cameron.